# La sua giornata di gloria
La sua giornata di gloria è un film drammatico del 1969 diretto da Edoardo Bruno.
Presentato in concorso alla 19ª edizione del Festival di Berlino, rappresenta l'unica regia del direttore della rivista Filmcritica, autore anche della sceneggiatura.
La pellicola è introdotta dall'attore francese Pierre Clémenti in una sequenza scartata da Partner di Bernardo Bertolucci e aggiunta in fase di montaggio. Il prologo, andato perduto nella copia conservata presso la Cineteca Nazionale di Roma, è presente nell'edizione in DVD distribuita dalla NoShame Film.

## Trama
In una città dove è in atto la guerriglia urbana (Parigi, nonostante il film sia girato a Roma), il ribelle Claude viene ucciso dalle squadre della repressione sotto gli occhi della sua ragazza Marguerite. Responsabile della sua morte viene ritenuto il giovane Richard, che ha fornito preziose informazioni alla polizia. Per riscattarsi agli occhi dei compagni li convince a compiere una rischiosa azione terroristica ma all'ultimo momento, colto dalla paura si rifiuta di partecipare e l'azione fallisce.

### Critica
Sul sito Sentieri selvaggi, Grazia Paganelli evidenzia la tangibile "eco godardiana" del film, «soprattutto nella rarefazione del racconto, stringato e asciugato, affidato a pochi dettagli che ritornano per raccontare di un'utopia materialista che si stringe attorno all'aspetto pubblico e privato dei protagonisti».